# Hästtjärnen (Arvidsjaurs socken, Lappland, 732980-166887)
Hästtjärnen är en sjö i Arvidsjaurs kommun i Lappland och ingår i Piteälvens huvudavrinningsområde.